# 1990 US4
1990 US4 är en asteroid i huvudbältet som upptäcktes den 16 oktober 1990 av den belgiske astronomen Eric W. Elst vid La Silla-observatoriet. 
Asteroiden har en diameter på ungefär 4 kilometer.